# يان غوستافسون
يان غوستافسون (بالألمانية: Jan Gustafsson)‏ هو لاعب شطرنج ألماني، ولد في 25 يونيو 1979 في هامبورغ في ألمانيا.

## وصلات خارجية
- الموقع الرسمي
- يان غوستافسون على موقع الاتحاد الدولي للشطرنج (الإنجليزية)
- يان غوستافسون على موقع مباريات الشطرنج (الإنجليزية)
- يان غوستافسون على موقع 365Chess.com (الإنجليزية)
- يان غوستافسون على موقع Chesstempo.com (الإنجليزية)
- يان غوستافسون سجل أولمبياد الشطرنج على موقع OlimpBase.org (الإنجليزية)